# Viande bovine
Pour les articles homonymes, voir bœuf.

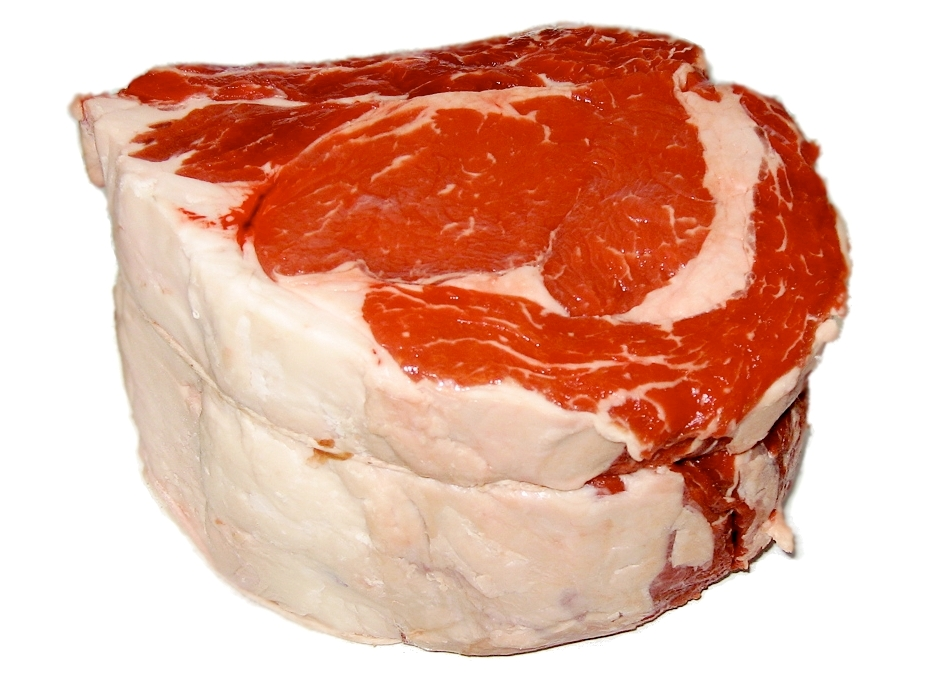
Viande bovine

La viande bovine est la viande issue des animaux de l'espèce Bos taurus, qu'il s'agisse de vache, taureau, veau, broutard, taurillon, génisse ou bœuf. C'est un produit agricole destiné quasi exclusivement à l'alimentation humaine.
La législation européenne actuelle accepte que soit appelée et étiquetée « viande bovine » la viande provenant du bœuf, du buffle (dont le buffle du Levant élevé par les agriculteurs italiens pour la transformation de son lait en mozzarella), du bison et du zébu. La découpe du bœuf est une pratique culturelle, elle est donc différente entre les pays anglo-saxons, l’Allemagne et la France par exemple.
Elle est plus couramment appelée « viande de bœuf », désignation qui s'applique à la viande issue d'animaux de différents âges et des deux sexes de cette espèce (vache, taureau, taurillon, génisse ou bœuf), à l'exception du veau, pour laquelle on parle habituellement de « viande de veau ».
Dans les pays riches, la tendance est à la production de viandes moins grasses (issues de bovins porteurs du gène culards) ou dégraissées par parage lors de leur préparation.

## Description
La viande de bœuf est étymologiquement et théoriquement produite à partir de bœuf, mâle châtré de Bos taurus. Mais cette expression désigne en réalité de plus en plus toutes les viandes bovines issues de Bos taurus.
La viande bovine, y compris celle du veau broutard qui est rosée, est qualifiée de viande rouge, à l'exception du veau de lait qui est une viande anormalement blanche (anémiée) puisque le veau est élevé sans fourrage, au lait et à l'abri du soleil.

## Alimentation et cuisine
La viande rouge bovine est utilisée pour la préparation de nombreux mets, comme le bœuf bourguignon, le bœuf Stroganov, le bœuf haché, le miroton de bœuf, etc.
Le gras, ou blanc de bœuf, conditionné en briques dans les abattoirs ou par les bouchers, est utilisé pour les fritures, mais il s'est montré plus mauvais pour la santé que certaines huiles végétales[réf. nécessaire].
Une partie de la viande et des déchets d'abattoir ou de boucherie sont utilisés pour l'alimentation animale (aliments pour chiens et pour chats et pour divers animaux carnivores de zoos…).

## Hygiène et santé
Comme toutes les viandes, celle provenant des bovins peut éventuellement contenir :
- des parasites (avec un risque plus ou moins élevé selon les origines et les organes concernés) ;
- des microbes pathogènes (Campylobacter, certaines Escherichia coli pathogènes) voire (en conserve) être source de problèmes de botulisme (de plus en plus rare). Ces microbes sont des sources éventuelles de toxi-infection alimentaire collective quand la viande est mal cuite ou que des toxines thermorésistantes ont été produites par ces microbes avant la cuisson. La chaine du froid et l'hygiène doivent être particulièrement bien respectées pour la viande hachée, surtout si elle est mangée crue ;
- des métaux lourds ;
- des hormones de croissance (autorisées dans certains pays) ;
- d'autres produits indésirables (résidus de médicaments, résidus de pesticides…) ;
- des « prions pathogènes » (cause de l'encéphalopathie spongiforme bovine). Les bovins ainsi que d'autres ruminants sont sensibles aux prions, d'où l'interdiction des farines animales pour leur alimentation après l'apparition de cas de maladie de la vache folle.

### Apports nutritionnels
La viande bovine contient de 26 à 31 % de protéines. Sa teneur moyenne en lipides varie de 2 % pour les morceaux maigres à 17 % pour les morceaux gras[réf. à confirmer]. C'est une source intéressante de fer (d’environ 2,5 mg/100 g[réf. à confirmer] pour la viande à environ 6 mg/100 g pour les abats), dont 55 % à 75 % de fer héminique. Riche en acides gras saturés (de 41 à 52 %) et monoinsaturés (de 37,5 à 46,6 %), elle apporte également des quantités significatives d'acides gras polyinsaturés à chaîne longue (de 0,7 à 6,0 %). Il s'agit également d'une source de zinc (entre 2,5 et 7,0 mg pour 100 g), de sélénium (de 10 à 14 μg/100 g), et d'importantes quantités de vitamines B, notamment de B12,.
Ces chiffres indiquent la teneur en nutriments de la viande bovine. Pour une meilleure estimation des apports nutritionnels, il faudrait également prendre en compte l'assimilation de ces nutriments par le système digestif : celle-ci peut être plus ou moins importante selon les individus (génétique, flore intestinale), mais aussi selon la nature de l'aliment et sa préparation.
Pour l'alimentation canine, il apparaît dans plusieurs études que le bœuf cuit à haute température (croquettes), serait difficilement assimilable par le chien et provoquerait notamment des allergies. Or, ces désagréments sont totalement absents avec de la viande de bœuf crue (pas d'allergie, grande assimilation de la protéine, ainsi que des vitamines essentielles...).

## Aspects économiques

### Marché de la viande bovine
Le marché de la viande bovine peut être considéré comme en situation oligopolistique en raison du faible nombre d'abattoirs qui vendent à un nombre limité de centrales d'achat (pour la vente en grandes et moyennes surfaces (GMS)).

### Régulations et traçabilité
La traçabilité des viandes bovines est un système qui permet de suivre chaque étape de la production et de la commercialisation, afin de s’assurer du respect des bonnes conditions d’hygiène. Ce système s'appuie sur le système d'identification, dotant les animaux d'un véritable passeport individuel. Chaque morceau et chaque quartier de viande bovine peut être identifié à chaque étape de transformation de la carcasse.
Le règlement n° 1760/2000 du Parlement et du Conseil fixe les conditions de l'étiquetage de la viande bovine, qui doit obligatoirement comporter l'indication de l'origine des viandes bovines. La traçabilité doit toujours permettre de remonter à l'animal ou aux animaux dont elle provient à l'aide des liens entre les enregistrements des différents numéros de lot et leurs caractéristiques.
L'introduction de la traçabilité dans la filière bovine tend à une relation entre le producteur et le consommateur, ainsi qu'une meilleure sécurité alimentaire des produits,. Elle est entrée en vigueur en janvier 2002, avec une date d’entrée en vigueur fixée au 1ᵉʳ janvier 2003 pour toutes les filières,.

## Environnement

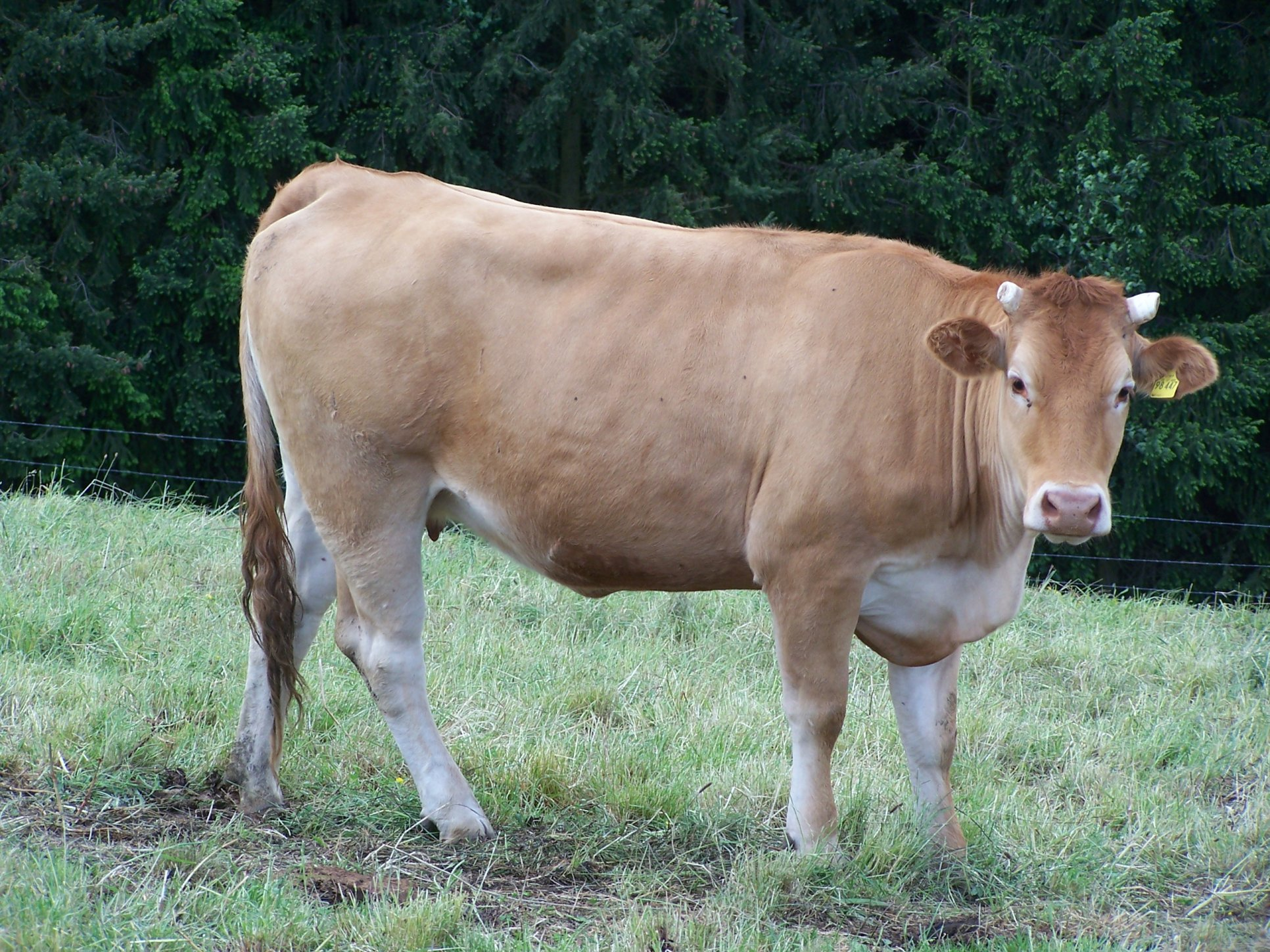
Les bovins sont élevés depuis l'Antiquité pour leur lait et/ou pour leur viande, en troupeaux itinérants ou comme ici dans un élevage sédentaire

Selon l'Organisation des Nations unies pour l'alimentation et l'agriculture l’élevage de bovin est responsable à lui seul de 35 % des émissions du secteur de l'élevage par produit au niveau mondial. Le secteur de la viande bovine est responsable de 77% des émissions de gaz à effet de serre (GES) entériques mondiales.
La production de viande bovine est surtout responsable du rejet de plus de la moitié du méthane et de protoxyde d’azote. Ces deux gaz ont un potentiel de réchauffement respectivement 25 et 300 fois supérieur à celui du CO2. En cause la digestion entérique des ruminants, et l'usage d'engrais pour les cultures.
D'après la FAO, chaque année, le bétail consomme environ six milliards de tonnes de matière sèche sous forme d'aliments, dont 90% sont composés de matières non consommées par l'homme. L'élevage joue un rôle crucial dans la transformation de fourrages, résidus de récolte et sous-produits agricoles en produits et services de grande valeur ajoutée, contribuant ainsi à la bioéconomie.
Produire 1 kg de viande nécessite en moyenne 2,8 kg d'aliments comestibles pour l'homme dans les systèmes ruminants. Le bétail mondial consomme un tiers de la production céréalière mondiale. Les systèmes d'élevage de ruminants en pâturage extensif ont des efficacités très faibles en termes de quantité totale d'aliments produits en raison de leur faible productivité et de la faible densité nutritionnelle des aliments, mais ils sont efficaces en termes de protéines comestibles pour l'homme.
En Amérique du Sud, la production de viandes bovines a également des effets sur la déforestation. L’élevage brésilien et l’agriculture intensive seraient liés à la déforestation de la forêt amazonienne et de la savane Cerrado. L’élevage bovin a largement progressé du Sud-Est vers le centre et le Nord-Est de l’Amérique du Sud depuis les années 1980. Plus précisément, les pâturages ont augmenté de 110 à 154 Mha depuis 1985. D’après la FAO, l’Amérique du Sud est le continent qui a perdu le plus de surface de forêts pour les périodes 1990-2000 et 2000-2010. Depuis 10 ans environ, la vitesse de déforestation a été divisée par deux. Sur la période 1990-2005, au Brésil, les pâturages étaient responsables d’un peu plus de 80% de la déforestation du Brésil, et plus de 10% imputés à l’agriculture commerciale[réf. nécessaire].
L'élevage de bovins producteur de viande de bœuf ou de lait a aussi un impact environnemental (sur l'eau, l'air, le sol, les écosystèmes) plus important que celui d'autres viandes ou d'autres sources de protéines en raison des émissions de méthane entérique produit lors de la digestion des ruminants. Selon les cas et contextes, ce type d'élevage peut être considéré comme de très positif à très négatif pour l'environnement.
En effet, d'après la FAO, la production végétale, la transformation et les filières agroalimentaires produisent de grandes quantités de résidus ainsi que des co- et sous-produits, qui constituent près de 30% de l'apport alimentaire mondial du bétail. Ces produits seront produits en plus grande quantité au fur et à mesure que la population humaine croît et consomme toujours plus d'aliments transformés. L'élevage joue et continuera de jouer un rôle essentiel dans la valeur ajoutée de ces produits résiduels.
Cet impact varie en effet considérablement selon que l'élevage est hors-sol ou en pâturages extensifs ; selon qu'il se situe en montagne ou en plaine ; selon qu'il est de type Agriculture biologique ou agriculture intensive hors-sol, etc. ; car chacun de ces contextes se traduit par une incidence très différente concernant l'empreinte écologique, l'empreinte énergétique, l'empreinte carbone, les effets sur le climat (émissions directes et indirectes de méthane ou d'autres gaz à effet de serre), l'empreinte eau, la surface (SAU) dévolue, les intrants et médicaments vétérinaires ou additifs alimentaires, les pollutions liées à la production, au transport et au conditionnement des aliments de ce bétail.
Par exemple le pâturage extensif ne nécessite pas ou peu d'intrants, et peu d'infrastructure pour l'élevage dans les régions au climat favorable. De plus, les prairies permanentes sont de bons puits de carbone et sources d'autres services écosystémiques (aménités paysagères, épuration de l'eau, absorption du ruissellement, etc). Des bovins rustiques peuvent être utilisés pour entretenir des milieux naturels ou semi-naturels (gestion différentiée en ville…). Dans ces cas le bilan environnemental est jugé positif.
Inversement l'élevage intensif, pour tout ou partie hors-sol est très consommateur de maïs, de farines de poisson, d'huile de poisson, de farine de lait, etc. D’après une estimation du Food Climate Research Network, 87% du soja mondial est transformé soit sous forme d’huile de soja (19%) à destination humaine et industrielle, soit sous forme de tourteau (81%) à destination quasi-exclusivement animale. Seulement 1% du tourteau de soja mondial est utilisé comme ingrédient pour l'alimentation bovine.
La production et le transport de ces produits ont consommé des sols, absorbé d'importantes quantités d'énergie et émis des gaz à effet de serre[source insuffisante].Leur production a contribué à la déforestation (pour produire le soja brésilien ou argentin par exemple) et en Europe au recul des prés de fauche et des prairies permanentes (au détriment de leurs fonctions de puits de carbone et de support de biodiversité[source insuffisante]

### Quelques chiffres et statistiques
Principaux pays producteurs en 2021
| 1                | États-Unis | 12 733 643 |
| 2                | Brésil     | 9 750 000  |
| 3                | Chine      | 6 975 100  |
| 4                | Inde       | 4 195 000  |
| 5                | Argentine  | 2 981 690  |
| 6                | Mexique    | 2 130 591  |
| 7                | Australie  | 1 932 598  |
| 9                | Russie     | 1 673 546  |
| 10               | Turquie    | 1 460 719  |
| 11               | France     | 1 424 320  |
| 12               | Canada     | 1 385 544  |
| 10               | Pakistan   | 1 223 000  |
| Source : FAOSTAT |            |            |

#### Monde
Les différentes pratiques d'élevage peuvent engendrer des limitations dans les échanges commerciaux entre différentes parties du monde, comme l'utilisation des hormones de croissance artificielles ou de l'acide lactique pour les bovins entre les États-Unis et l'Union européenne.
Après celle de l'Argentine, la production bovine brésilienne est en forte augmentation. L'Australie est également devenue un acteur important, gros exportateur vers la Chine.
Une quantité croissante de bovins et de viande bovine circule dans le monde. Les flux commerciaux et d'échanges sont complexes (intrarégionaux, intranationaux et internationaux) et ils peuvent concerner des animaux vivants, morts ou des pièces de viande ou produits préparés. L'augmentation de ces flux contribue avec les transferts de soja destinés à l'alimentation animale à alourdir le bilan carbone de la viande (déjà dégradé amorcé avec le recul des "vaches à l'herbe" au profit des élevages hors-sol ou industriels.
Pour rendre la traçabilité de la viande plus efficace, dans les pays industrialisés, une identité est donnée à chaque bovin d'élevage, associée à des boucles d'oreille ou à une puce électronique.
Le marché mondial peut être localement et/ou ponctuellement perturbé par certaines épidémies (zoonoses) ou problèmes de fraudes (viande chevaline). La gestion des risques sanitaires est en effet une cause fréquente d'embargos d'importation ou d'interdictions d'exportation, par exemple à la suite des détections de foyers de certaines maladies à prions ou infectieuses dans un pays ou dans une région d'élevage.
Ainsi, à la suite du développement d'une épidémie de fièvre aphteuse chez les bovins brésiliens en 2006 (un seul État brésilien (Santa Catarina) était « libre de fièvre aphteuse sans vaccination » et les exploitations devaient être certifiées), le volume des exportations de bovins du Brésil vers l'Union européenne a été presque divisé par deux en cinq ans, chutant de 2,2 Mt en 2007 à 1,4 Mt en 2012. Les importations de l'Union européenne ont cessé, mais dans le même temps, le Japon, la Chine et l'Afrique du Sud mettaient également un embargo sur cette viande). L'augmentation des prix mondiaux du maïs et du soja a alors aussi encouragé de nombreux agriculteurs brésiliens à réaffecter leurs terres à ces cultures. L'export brésilien de viande bovine a réaugmenté (+ 4 %) en 2012, vers la Russie notamment alors qu'une dévaluation (-16 %) du réal en 2012 améliora la compétitivité du pays.
Après 2006, le Brésil n'avait plus de cas documentés de fièvre aphteuse. En 2007, il y a eu la reconnaissance internationale de la première zone indemne de fièvre aphteuse sans vaccination au Brésil, dans l'État de Santa Catarina. Le pays travaille dans ce sens et prévoit la suspension complète de la vaccination dans le pays et la reconnaissance internationale d'un pays indemne de fièvre aphteuse sans vaccination jusqu'en 2023.

#### Le cas du Brésil
Au Brésil, les écologistes se plaignent qu'une partie de la production se fait au détriment de la forêt amazonienne et de populations autochtones, en aggravant la déforestation et en favorisant l’extension des cultures de soja (souvent OGM en Amérique du Sud), utilisé pour l'alimentation des bovins. Le Brésil est devenu leader mondial pour l'exportation de bœuf, devant les États-Unis.
Une étude publiée en 2009 par l'ONG environnementale Greenpeace affirme que l'élevage intensif serait responsable d'environ 80% de la déforestation de la forêt amazonienne. L'ONG souligne la responsabilité du gouvernement brésilien, qui, selon eux, « fermerait les yeux sur l'exploitation illégale », et rappelle que Brasilia a débloqué en juillet 2008 des crédits de 41 milliards de dollars US pour doper l'agriculture et l'élevage.
En 2017, le cheptel bovin du Brésil, de 214,9 millions de têtes, était de 34,5% dans la Région Centre-Ouest (74,1 millions de têtes), 22,5% dans la Région Nord (48,4 millions de têtes), 17,5% dans la Région Sud-Est (37,5 millions de têtes de bétail), 12,9% dans la Région Nord-Est (27,7 millions de têtes), 12,6% dans la Région Sud (27 millions de têtes) ; la création est donc répandue dans tout le pays. Le principal centre d'élevage bovin au Brésil est l'État du Mato Grosso, le plus grand cheptel bovin du Brésil, avec 13,9% du total brésilien. À l'époque, l'État comptait 30,30 millions de têtes de bétail. Le Minas Gerais, le Goiás et le Mato Grosso do Sul représentaient respectivement 10,8%, 10,5% et 10,0% du personnel national. La région du Nord, où se trouve la forêt amazonienne, a enregistré 47,98 millions de têtes de bétail, la majorité dans la partie orientale de l'État de Pará, juste en bordure de la forêt amazonienne, et aussi à Tocantins, déjà complètement en dehors de la zone forestière. Même s'il n'y avait pas d'élevage bovin dans la région Nord, le Brésil resterait le 2ᵉ producteur de viande bovine au monde, avec plus de 170 millions de têtes de bétail, puisque l'élevage bovin est répandu dans tout le pays. Dans la production de lait de vache, qui est liée à la présence de bovins, la Région Sud du pays occupe la première place du classement de la production laitière brésilienne, avec 35,7%, et la Région Sud-Est (qui était le plus grand producteur jusqu'en 2014) a 34,2%. En d'autres termes, presque toute la production laitière du pays est loin de la forêt amazonienne,,.

#### Le cas de l'Inde

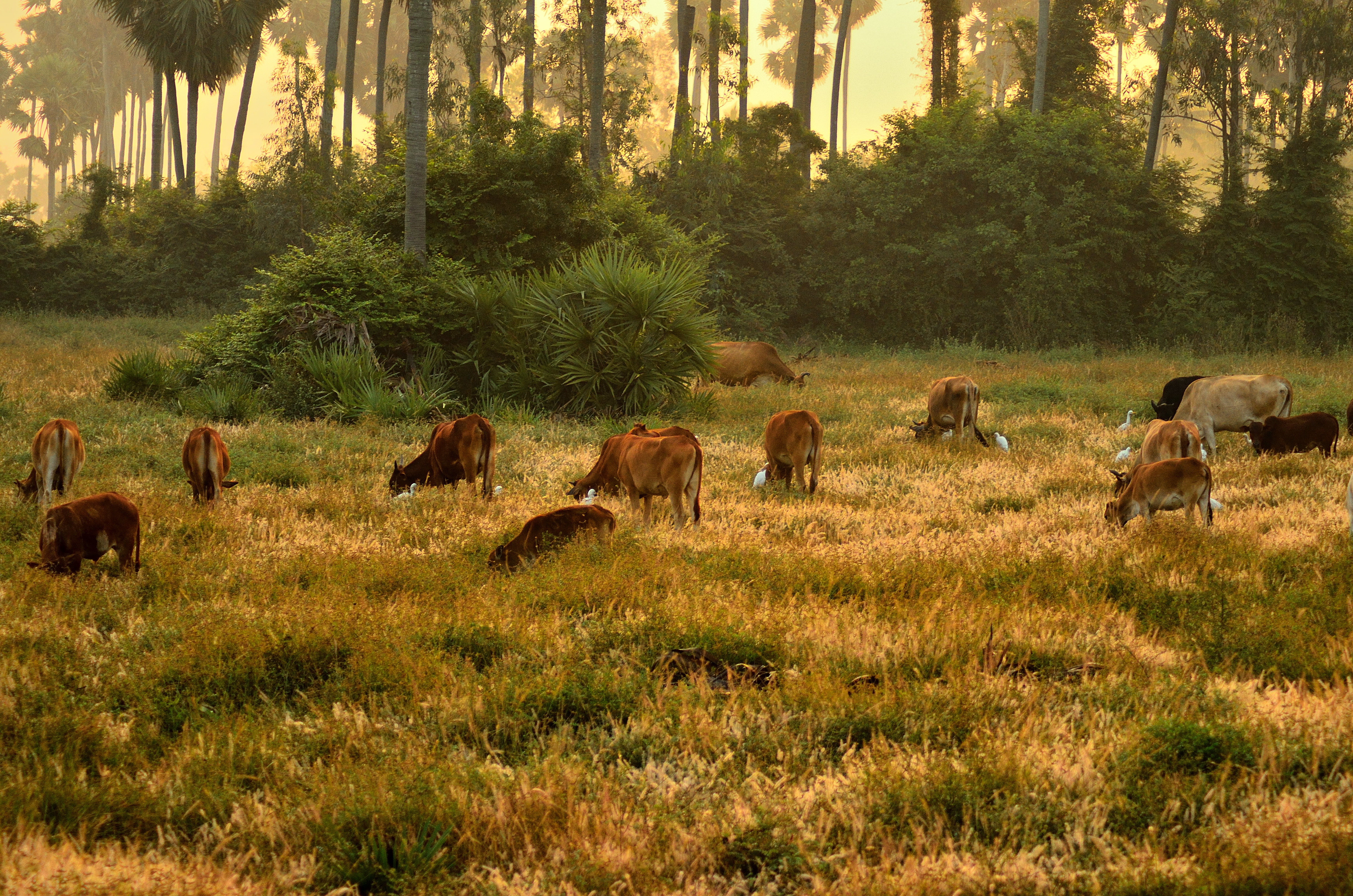
L'élevage extensif s'est avéré très rentable en Inde, faisant du pays (essentiellement végétarien) le premier exportateur de viande bovine. En zone semi-aride, existe cependant un risque de surexploitation des milieux naturels.

Alors que le prix du maïs et du soja nécessaires aux élevages industriels a augmenté, les bas salaires et une bonne disponibilité en fourrage vert pour le buffle[réf. nécessaire] notamment) ont favorisé la « compétitivité » internationale de l'élevage bovin.
Lancé avec les encouragements de la FAO et la révolution verte, ce dernier s'est ainsi fortement développé dans le pays qui élevait en 2012 environ 100 millions de buffles (1er cheptel au monde). Concernant la viande, l'élevage a l'exportation comme première destination, car environ 80 % de la population indienne ne consomme pas de viande bovine. Cet élevage s'est développé au point que les exportations de l'Inde en 2019 sont équivalentes à celles des États-Unis, et uniquement dépassées par celles du Brésil et de l'Australie.
Le caractère traditionnellement et religieusement « sacré » de la vache en Inde n'a pas empêché les éleveurs du pays d'exporter 1,4 million de tonnes d'animaux vivants et de viande de bœuf et de veau en 2019. L'expansion de l'élevage indien « compense le recul structurel des États-Unis et de l’Europe » selon le Cyclope, 27e édition du Rapport annuel sur les marchés.
En Inde, les bovins sont généralement vendus entiers, notamment pour le marché du Bangladesh, et les abattoirs se sont adaptés aux méthodes halal, ouvrant leur marché au Moyen-Orient et aux consommateurs musulmans d'Asie.

#### Union européenne
Dans les années 1980, l'Europe exporte de nombreux bovins, mais en importe un peu plus.
En 1989, (moment d'un plan de relance de l'élevage bovin en France après une période de baisse des prix de la viande, sauf en France), la production a ralenti, mais selon le ministre français de l'agriculture l'autoapprovisionnement communautaire était presque acquis (production presque égale à la consommation, avec néanmoins un différentiel d'environ 500 000 tonnes de viandes bovines importées « essentiellement dans le cadre d'importations préférentielles ». La tendance à augmenter les troupeaux de vaches allaitantes se poursuit et le poids des vaches abattues tend à augmenter. À cette époque, le veau de boucherie diminue (au profit de la viande rouge). La commission européenne attend une légère hausse de la production communautaire pour 1990 (+1,6 %).
Vingt ans plus tard (en 2010), dans l'UE 27 la production bovine est d'environ 8,2 millions de tonnes-équivalent-carcasse, soit presque +2 % de 2009 à 2010). Trois pays dominant ce marché assurent près de 48 % de la production bovine : la France (22 %), l'Allemagne (15 %) et le Royaume-Uni (11 %). Les poids relatif de la production de ces trois pays tend toutefois à diminuer face à des pays récemment entrés dans l'Europe (Pologne, Roumanie) alors que les importations du Brésil augmentent également.
Dans les années 2010, l'abattage de bovins tend à diminuer dans l'UE (presque −4 % en 2012), en raison du manque de viande sur le marché mondial et faute d'importations suffisantes pour combler ce déficit selon les éleveurs, ou parce que les européens mangent moins de viande. L'importation de viande bovine a chuté de 15 % en 2011 et de 6 % en 2012. Les exportations de viande bovine à partir de l'UE ont baissé de 36 % (en partie à cause d'une hausse progressive des droits de douane en Turquie selon les producteurs).
En 2012, un recul moyen de 3 % de consommation (surtout dû à une moindre consommation dans les pays les plus touchés par la crise de 2008 (−6 % en Grèce et au Portugal, −4 % en Italie, −2 % en Espagne et en France), alors que la consommation a augmenté de 1 % en Allemagne.
En 2013 une légère diminution est attendue (−2 % en France et de −1 % en Europe) par les producteurs, qui l’attribuent à un manque de disponibilité en viande bien que plus de viande brésilienne selon eux serait disponible en 2013.

##### Mortalité anormale (surmortalité) de bovins en Europe
Elle est suspectée depuis les années 1990 en Europe et rapportée par les autorités vétérinaires de certaines régions ou pays qui constatent un taux anormal et croissant de bovins envoyés à l'équarrissage.
En France, l'ANSES et l'INRA ont fait ce constat : depuis le début des années 2000, le taux de mortalité des bovins (notamment de jeunes bovins et de manière générale dans le 1/3 nord de la France) a significativement augmenté.
Une enquête rétrospective s'est (en 2011) appuyée sur une enquête nationale (2010) sur la mortalité de 50 000 bovins envoyés à l'équarrissage en France métropolitaine (sur une population bovine d'environ 20 millions d’animaux), confirmant le phénomène.
Cette surmortalité est préoccupante, car elle survient alors que la zootechnie et les médicaments vétérinaires se sont a priori améliorés, alors que la nourriture des bovins est réputée mieux surveillée et mieux tracée (dans le cadre d'une traçabilité de la fourche à la fourchette). Cette anomalie sanitaire a justifié la création d'un Observatoire de la mortalité des animaux de rente (dit « OMAR »), qui dans le cadre de la Plateforme d'épidémiosurveillance en santé animale a ciblé ses premiers efforts sur les bovins, confirmant cette surmortalité et mettant en place les conditions d'un meilleur suivi.
Il est possible que d'autres pays soient touchés par ce même phénomène, ou une surmortalité ayant d'autres causes hors d'Europe. Le taux de mortalité / surmortalité des animaux d'élevage n'est pas scientifiquement suivi dans tous les pays.

#### France
Malgré l'obligation de traçabilité, il est difficile d'obtenir des statistiques claires. En 2013, « Le scandale des lasagnes au cheval met en lumière la complexité du maillage de la filière viande bovine européenne. Vendu en France, confectionné au Luxembourg, abattu (selon les premières informations) en Roumanie, négocié à Chypre puis aux Pays-Bas… destiné aux étals des supermarchés, le lot de viande incriminé a fait l’objet d’un circuit aux multiples intermédiaires »[réf. nécessaire].
Selon les statistiques disponibles :
- 49 % de la viande bovine produite en France provient de vaches contre 78 % en matière de consommation. En 2012, 35 % de la viande bovine consommée provient de l'élevage laitier[34]. Mais 85 % des importations proviennent de l'élevage laitier européen (notamment des Pays-Bas et d'Allemagne)[35].
- La production de viande bovine s'est accrue de près de 4 % de 2010 à 2011 : ceci est surtout dû à un accroissement des abattages de bovins en 2011 et à la mise sur le marché de bovins plus gros (+3,9 %) et d'une quantité plus importante de viande de veau (+4,3 %), pour l'export notamment[36] ;
- Inversement la consommation intérieure a plutôt diminué (−1,5 % de 2010 à 2011)[36] ;
- le nombre d'animaux vivants exporté a augmenté de 11 % (bovins mâles vers pays tiers essentiellement) alors que les importations de bovins vivants ont diminué (−17 % de 2010 à 2011)[36] ;
- Les exportations d’animaux maigres ont progressé de près de 9 % de 2010 à 2011)[36] ;
- L'Italie achète moins, mais reste le premier client de la France (4 bovins maigres sur 5)[36] ;
- L'exportation a augmenté (+9 % vers les pays tiers, dont la Turquie, les pays de l'Union européenne restant néanmoins dominants. Les importations ont diminué de 9 %[36]).

La production française de « gros bovins finis » a augmenté en 2011, mais a chuté (de 6 %) de 2011 à 2012 (moins de 1,35 million de tonnes équivalent-carcasse en 2012, soit 2 % de moins qu’en 2010). Selon les producteurs les prix ont augmenté en raison d'une diminution de l'offre (à la production comme à la vente au détail). Ceci s'est également traduit par une diminution (−12 %) des exportations totales (vif fini + viande),.
Le 23 mai 2023, la Cour des comptes a publié un rapport invitant à la réduction du cheptel de bovins en France. Pour cause, l'élevage des bovins est à l'origine de 11,8 % des émissions de gaz à effet de serre au sein du pays,.

#### Empreinte agro-énergétique et écologique
Selon l'Institut bruxellois pour la gestion de l'environnement, s'appuyant notamment sur un rapport de la FAO, la production d'un kilogramme de bœuf :
- consomme autant d'eau que les douches d'un individu pendant un an ;
- exige la même surface de terre que la production de 160 kilogrammes de pommes de terre ;
- engendre 80 fois plus de gaz à effet de serre qu'un kilogramme de blé[42] ;
- 1 kg de bœuf dans l'assiette nécessite 7 litres d'essence.

L'association végétarienne belge EVA estime que ne pas manger de viande un jour par semaine équivaut à une économie de 170 kg de CO2 par personne et par an (soit un trajet de 1 100 km en automobile).

## Commerce
La France est nette importatrice de viande bovine, d'après les douanes françaises. En 2014, le prix à la tonne à l'import était d'environ 3 300 €.